# Euplerinae
Los euplerinos (Euplerinae) es una subfamilia mamíferos carnívoros que incluye tres géneros monofiléticos restringidos a Madagascar. Junto a la subfamilia Galidiinae, la cual incluye especies de Madagascar, forman la familia Eupleridae. Anteriormente los miembros de esta subfamilia incluyendo Cryptoprocta ferox, Eupleres goudotii y Fossa fossana, fueron clasificados en familias como Felidae y Viverridae antes que los datos genéticos indicaran su relación con los otros carnívoros de Madagascar.

## Clasificación
- - Subfamilia Euplerinae
    - Género Cryptoprocta
      - Cryptoprocta ferox

    - Género Eupleres
      - Eupleres goudotii

    - Género Fossa
      - Fossa fossana